# シーバリー・フォード
シーバリー・フォード（Seabury Ford、1801年10月15日 - 1855年5月8日）は、アメリカ合衆国オハイオ州のホイッグ党の政治家。第20代オハイオ州知事であり、ホイッグ党からの最後の知事。
フォードはコネチカット州チェシャーで生まれ、1804年に両親とオハイオ州バートンに移った。イェール大学に通った後、弁護士を開業するためにオハイオに戻る。おじの判事ピーター・ヒッチコックの指導の下で法学を学んだ。
州議員を務めた後、1848年後半にほとんど300,000票の中の311票の差でフォードは知事に選ばれた。フォードは1期のみ務めた。彼の任期は、コロンバスを通り抜けたコレラの流行によるものと同じ位、奴隷制と米墨戦争に関する論点で分裂した非常に党派心の強い議会の争いによって損なわれた。